# Veščec (fantazijska serija)
Veščec (poljsko Wiedźmin, angleško The Witcher) je serija fantazijskih romanov in kratkih zgodb poljskega pisatelja Andrzeja Sapkowskega, ki je pričela nastajati leta 1986 z istoimensko kratko zgodbo. Skupno jo sestavljata dve zbirki kratkih zgodb in pet knjig, ki tvorijo t. i. Sago o veščecu. Poleg tega je Sapkowski kasneje napisal še en samostojen roman v istem svetu, ta se ne navezuje neposredno na glavno zgodbo, razširja pa ozadje.
Zgodba se vrti okrog protagonista, veščeca Geralta iz Rivie, ki potuje po neimenovani celini in se preživlja kot lovec na pošasti. Celino poseljujejo različne rase, ljudje prevladujejo, pripadniki ostalih ras na čelu z vilini pa so obravnavani kot drugorazredni in živijo v getih. Veščeci so ljudje, ki gredo v mladosti skozi intenziven trening bojnih in čarovniških veščin ter v procesu nastanka zaužijejo magični napoj, ki jih preobrazi v mutirana bitja z nadčloveškimi močmi za boj proti pošastim. Geraltova usoda se preplete z usodo princese Ciri po prvi veliki vojni med človeškimi kraljestvi na celini, v kateri je bilo njeno kraljestvo podjarmljeno. Geralt jo vzame pod svoje okrilje in se znajde v vrtincu dogodkov, ko jo poskuša zaščititi. Med ostalimi pomembnejšimi liki sta še njegova ljubimka, čarovnica Yennefer iz Vengerberga in bard Zlatič, ki spremlja njegove pustolovščine. Serija Veščec je znana po številnih bitjih in drugih motivih iz slovanske mitologije, pri čemer pa avtor pravi, da se ni načrtno osredotočal nanje in je uporabil tudi bolj klasična fantazijska bitja ter razne pošasti, ki si jih je sam izmislil.
Serija je doživela velik uspeh na Poljskem, pa tudi v širši regiji Srednje in Vzhodne Evrope ter nekoliko kasneje na Zahodu. Prevedena je bila v več deset jezikov in do leta 2019 prodana v približno 15 milijonih izvodov. V slovenščino sta doslej prevedeni obe glavni knjigi kratkih zgodb (prevajalec Klemen Pisk, založba Mladinska knjiga). K novemu višku priljubljenosti je prispevala serija videoiger poljskih razvijalcev CD Projekt, ki so bile skupno prodane v več kot 50 milijonih izvodov, po njej pa še ameriška TV-serija The Witcher v distribuciji podjetja Netflix, ki se je začela leta 2019.

## Seznam del
Serija se začne z obema zbirkama kratkih zgodb in nadaljuje z romani. Zgodba prvoizdane zbirke kratkih zgodb, Meč usode (Miecz Przeznaczenia), se dogaja po zgodbi v drugi zbirki, Zadnja želja (Ostatnie życzenie), zato se priporoča obraten vrstni red branja od datuma izida. Zgodba romanov nato sledi v enakem vrstnem redu kot so izhajali, le zgodba samostojnega romana Sezon burz (v angleščino preveden kot Season of Storms) se kronološko umešča med Meč usode in roman Vilinska kri (Krew elfów).
| Št. | Poljski naslov             | Angleški naslov                 | Slovenski naslov        | Serija               |
| --- | -------------------------- | ------------------------------- | ----------------------- | -------------------- |
| N/A | Wiedźmin (1990)            | N/A                             | N/A                     | zbirke kratkih zgodb |
| 1   | Ostatnie życzenie (1993)   | The Last Wish (2007)            | Zadnja želja (2022)     | zbirke kratkih zgodb |
| 2   | Miecz Przeznaczenia (1992) | Sword of Destiny (2015)         | Meč usode (2022)        | zbirke kratkih zgodb |
| 3   | Krew elfów (1994)          | Blood of Elves (2008)           | Vilinska kri (2023)     | Saga o veščecu       |
| 4   | Czas pogardy (1995)        | Time of Contempt (2013)         | Čas prezira (2023)      | Saga o veščecu       |
| 5   | Chrzest ognia (1996)       | Baptism of Fire (2014)          | Ognjeni krst (2024)     | Saga o veščecu       |
| 6   | Wieża Jaskółki (1997)      | The Tower of the Swallow (2016) | Lastovičji stolp (2024) | Saga o veščecu       |
| 7   | Pani Jeziora (1999)        | The Lady of the Lake (2017)     | N/A                     | Saga o veščecu       |
| 8   | Sezon burz (2013)          | Season of Storms (2018)         | N/A                     | samostojno delo      |